# Zim Zum
Michael Timothy Linton, mera känd som Zim Zum, född 25 juni 1969 i Chicago, Illinois, USA, är en amerikansk musiker. Han var gitarrist i Marilyn Manson mellan 1996 och 1998.